# Sigara mathesoni
Sigara mathesoni är en insektsart som beskrevs av Hungerford 1948. Sigara mathesoni ingår i släktet Sigara och familjen buksimmare. Inga underarter finns listade i Catalogue of Life.